# 瓦窑遗址
瓦窑遗址，位于山西省吕梁市交城县西北2公里城关镇瓦窑村，是中华人民共和国山西省文物保护单位之一。
1986年8月18日，授予山西省文物保护单位，是一座古遗址。